# Aleksander Skotnicki (żołnierz)
Aleksander Skotnicki ps. „Zemsta” (ur. 1 stycznia 1901 we Lwowie lub w Warszawie, zm. 18 maja 1944 w Wólce Zawieprzyckiej) – polski weterynarz, przedwojenny oficer rezerwy kawalerii, partyzant radziecki oraz GL i AL.

## Życiorys
Niewiele wiadomo nt. młodości Skotnickiego. Urodził się we Lwowie lub w Warszawie, w rodzinie żydowskiego pochodzenia. Przed wojną mieszkał pod Dawidgródkiem na Polesiu, był oficerem rezerwy kawalerii WP oraz docentem weterynarii.
W 1941 Niemcy wymordowali prawie wszystkich Żydów mieszkających w Dawidgródku, w tym rodzinę Aleksandra Skotnickiego. Po tym wydarzeniu Skotnicki wstąpił do radzieckiego zgrupowania partyzanckiego pod dowództwem Wasilija Korża przybierając pseudonim „Zemsta”. W 1943 na rozkaz Leona Kasmana przeszedł Bug wraz z trzynastoosobową grupą partyzantów (wśród nich byli Ludwik Borowski i Marian Czerwiński) szukając kontaktu z Polską Partią Robotniczą i Gwardią Ludową. Spotkawszy dowodzony przez kpt. Jana Hołoda ps. „Kirpiczny” 1 batalion GL wstąpił w jego szeregi. Po śmierci Hołoda zajął jego miejsce. Skotnicki okazał się dobrym organizatorem oraz dowódcą, w raportach do Dowództwa Głównego AL ppłk Mieczysław Moczar ps. „Mietek”, dowódca Obwodu II Lubelskiego, przedstawiał go pozytywnie jako zdolnego dowódcę. Uczestniczył w wielu akcjach bojowych min. w opanowaniu Parczewa 16 kwietnia 1944.
1 kwietnia 1944 por. Aleksander Skotnicki został awansowany do stopnia kapitana. W czasie wizyty Naczelnego Dowódcy AL, gen. bryg. Michała Żymierskiego ps. „Rola”, w Lasach Parczewskich batalion „Zemsty” został przeformowany w brygadę. W związku z rozpoczętą na początku maja antypartyzancką operacją „Maigewitter” zgrupowanie AL pod komendą ppłk „Mietka” rozpoczęło rajd na południe Lubelszczyzny. W czasie bitwy pod Rąblowem kpt. „Zemsta” dowodził północnym odcinkiem obrony zgrupowania. W czasie wyjścia z okrążenia stanął na czele grupy ok. dwudziestu partyzantów, którzy udali się ponownie w Lasy Parczewskie. Zginął wraz z nimi w zasadzce urządzonej przez hitlerowców we wsi Wólka Zawieprzycka.
Miejsce pochówku Aleksandra Skotnickiego pozostaje nieznane. Jego grób symboliczny znajduje się na wolskim cmentarzu żydowskim (sektor 10, rząd 2, numer 25). „Zemsta” został pośmiertnie awansowany do stopnia majora i odznaczony Krzyżem Grunwaldu II klasy.

## Awanse
- porucznik – prawdopodobnie przed wojną[potrzebny przypis]
- kapitan – 1 kwietnia 1944[9]
- major – pośmiertnie[10]

## Ordery i odznaczenia
- Order Krzyża Grunwaldu II klasy – pośmiertnie 6 września 1946 „za zasługi położone w walce z okupantem i udział w pracach konspiracyjnych w okresie okupacji”[11][12]